# جفاف كيب الشرقية

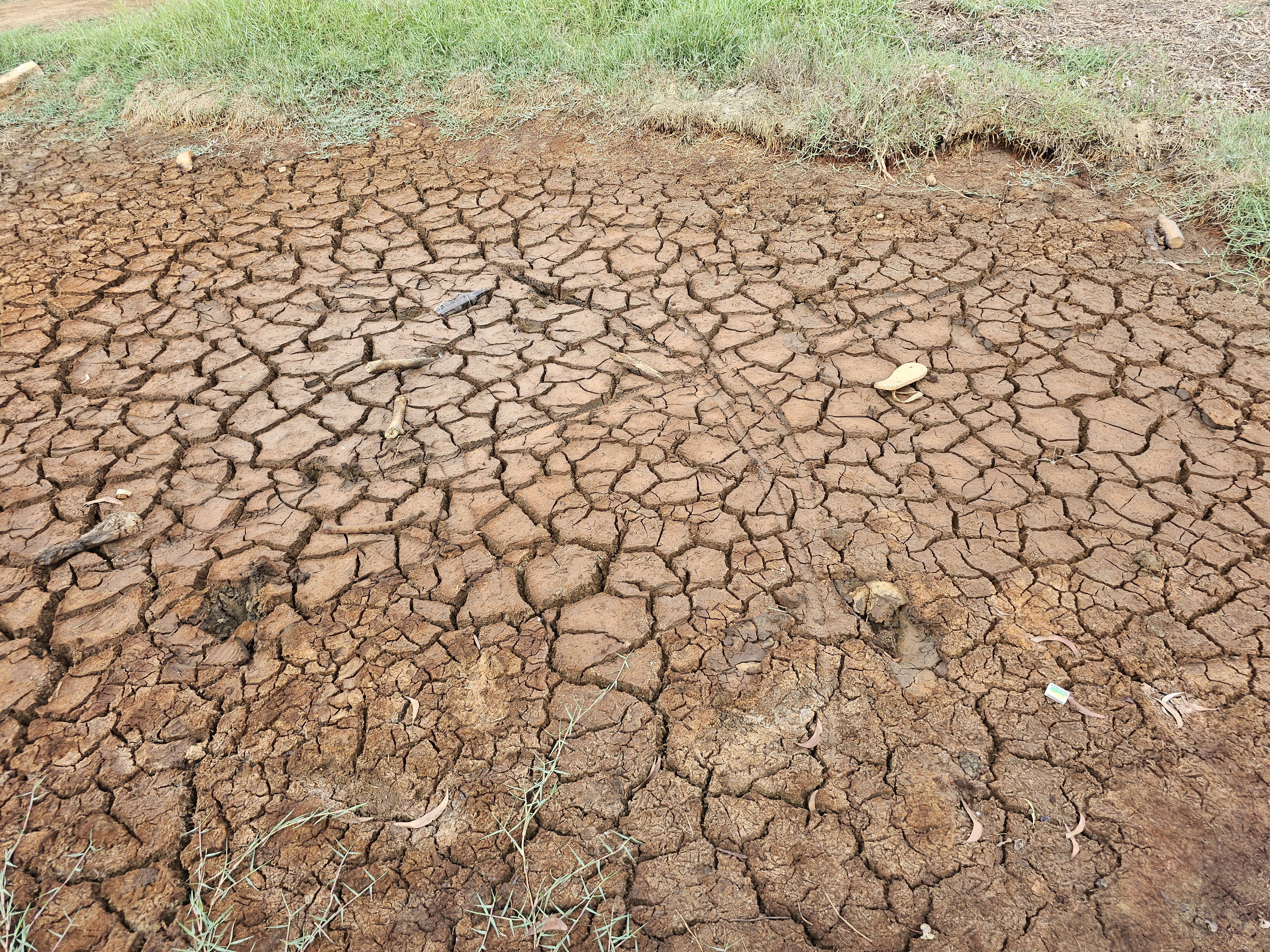
أرض جافة

جفاف كيب الشرقية يعد الجفاف المستمر الذي بدأ في عام 2015، والذي أثر على منطقة كيب الشرقية في جنوب إفريقيا أحد أسوأ حالات الجفاف في تاريخ المنطقة. أدى الجفاف بحكومة جنوب إفريقيا إلى إعلان المنطقة «منطقة كوارث» في أكتوبر 2019. صرح عالم الهيدرولوجيا المحلي جيديون جرونيفالد أنه يمكن أن يكون الجفاف أسوأ جفاف شهدته المنطقة منذ ألف عام، وله آثار اجتماعية واقتصادية سلبية خطيرة على المنطقة. لم تكن الأمطار الغزيرة في عام 2019 كافية لكسر الجفاف. تشمل الأسباب المذكورة لشدة الجفاف سوء إدارة المياه من قبل الحكومة المحلية، وأنماط هطول الأمطار غير المتوقعة، وتخريب البنية التحتية المحلية. تعرضت مناطق كيب الشرقية التي تتداخل مع كارو مثل المنطقة المحيطة بغراف-رينيت لضربة شديدة بشكل خاص. حدث الجفاف في نفس وقت أزمة المياه في كيب تاون.